# Tuffi ai Giochi della XXXII Olimpiade
Le gare di tuffi ai Giochi della XXXII Olimpiade si sono svolte dal 25 luglio al 7 agosto 2021 al Tokyo Aquatics Centre. Sono state disputate 8 competizioni, quattro maschili e quattro femminili: trampolino da 3 metri individuale e sincronizzato, piattaforma da 10 metri individuale e sincronizzata.

## Calendario
| Uomini | -          | 10 m sincro | -           | 3 m sincro | - | -   | -   | -   | 3 m | 3 m | -    | -    | 10 m | 10 m | 4 |
| Donne  | 3 m sincro | -           | 10 m sincro | -          | - | 3 m | 3 m | 3 m | -   | -   | 10 m | 10 m | -    | -    | 4 |
| Totale | 1          | 1           | 1           | 1          | 0 | 0   | 0   | 1   | 0   | 1   | 0    | 1    | 0    | 1    | 8 |

|  | Qualificazioni |  | Finale |

## Podi

### Uomini
| Evento                     | Oro                                 | Perform. | Argento                                     | Perform. | Bronzo                                 | Perform. |
| Tuffi individuali          |                                     |          |                                             |          |                                        |          |
| Trampolino 3m (dettagli)   | Xie Siyi                            | 558,75   | Wang Zongyuan                               | 534,90   | Jack Laugher                           | 518,00   |
| Piattaforma 10m (dettagli) | Cao Yuan                            | 582,35   | Yang Jian                                   | 580,40   | Tom Daley                              | 548,25   |
| Tuffi sincronizzati        |                                     |          |                                             |          |                                        |          |
| Trampolino 3m (dettagli)   | Cina Wang Zongyuan Xie Siyi         | 467,82   | Stati Uniti Andrew Capobianco Michael Hixon | 444,36   | Germania Patrick Hausding Lars Rüdiger | 404,73   |
| Piattaforma 10m (dettagli) | Gran Bretagna Tom Daley Matthew Lee | 471,81   | Cina Cao Yuan Chen Aisen                    | 470,58   | ROC Aleksandr Bondar Viktor Minibaev   | 439,92   |

### Donne
| Evento                     | Oro                        | Perform. | Argento                                       | Perform. | Bronzo                                    | Perform. |
| Tuffi individuali          |                            |          |                                               |          |                                           |          |
| Trampolino 3m (dettagli)   | Shi Tingmao                | 383,50   | Wang Han                                      | 348,75   | Krysta Palmer                             | 343,75   |
| Piattaforma 10m (dettagli) | Quan Hongchan              | 466,20   | Chen Yuxi                                     | 425,40   | Melissa Wu                                | 371,40   |
| Tuffi sincronizzati        |                            |          |                                               |          |                                           |          |
| Trampolino 3m (dettagli)   | Cina Shi Tingmao Wang Han  | 326,40   | Canada Jennifer Abel Mélissa Citrini-Beaulieu | 300,78   | Germania Lena Hentschel Tina Punzel       | 284,97   |
| Piattaforma 10m (dettagli) | Cina Chen Yuxi Zhang Jiaqi | 363,78   | Stati Uniti Jessica Parratto Delaney Schnell  | 310,80   | Messico Gabriela Agúndez Alejandra Orozco | 299,70   |

## Medagliere
| Pos.   | Paese         | Oro | Argento | Bronzo | Totale |
| ------ | ------------- | --- | ------- | ------ | ------ |
| 1      | Cina          | 7   | 5       | 0      | 12     |
| 2      | Gran Bretagna | 1   | 0       | 2      | 3      |
| 3      | Stati Uniti   | 0   | 2       | 1      | 3      |
| 4      | Canada        | 0   | 1       | 0      | 1      |
| 5      | Germania      | 0   | 0       | 2      | 2      |
| 6      | Messico       | 0   | 0       | 1      | 1      |
| 6      | ROC           | 0   | 0       | 1      | 1      |
| 6      | Australia     | 0   | 0       | 1      | 1      |
| Totale | Totale        | 8   | 8       | 8      | 24     |